# 제44회 아카데미상
제44회 아카데미상은 1972년 4월 10일에 열린 시상식이다. LA 도로시 챈들러 파빌리온에서 개최되었으며 사회자는 헬런 헤이스, 앨런 킹, 새미 데이비스 주니어, 잭 레먼이다.

## 후보 및 수상

### 작품상
- 프렌치 커넥션 - Philip D'Antoni 수상
- 시계태엽 오렌지 - 스탠리 큐브릭
- 지붕 위의 바이올린 - 노만 쥬이슨
- 마지막 영화관 - 스티븐 J. 프리드먼
- 니콜라스와 알렉산드라 - 샘 스파이겔

### 남우주연상
- 프렌치 커넥션 - 진 핵크만 수상
- 지붕 위의 바이올린 - 토폴
- 종합병원 - 조지 C. 스콧
- Kotch - 월터 매튜
- 사랑의 여로 - 피터 핀치

### 여우주연상
- 콜걸 - 제인 폰다 수상
- 비운의 여왕 매리 - 버네사 레드그레이브
- 맥케이브와 밀러 부인 - 줄리 크리스티
- 니콜라스와 알렉산드라 - 자넷 수즈먼
- 사랑의 여로 - 글렌다 잭슨

### 남우조연상
- 마지막 영화관 - 벤 존슨 수상
- 지붕 위의 바이올린 - 레너드 프레이
- 프렌치 커넥션 - 로이 샤이더
- 마지막 영화관 - 제프 브리지스
- 스탬퍼가의 대결 - 리처드 재켈

### 여우조연상
- 마지막 영화관 - 클로리스 리치먼 수상
- 애정과 욕망 - 우엘 세바요스
- 사랑의 메신저 - 마거릿 레이턴
- 마지막 영화관 - 엘런 버스틴
- Who Is Harry Kellerman and Why Is He Saying Those Terrible Things About Me? - 바바라 해리스

### 감독상
- 프렌치 커넥션 - 윌리엄 프리드킨 수상
- 시계태엽 오렌지 - 스탠리 큐브릭
- 지붕 위의 바이올린 - 노먼 주이슨
- 마지막 영화관 - 피터 보그다노비치
- 사랑의 여로 - 존 슐레진저

### 각본상
- 종합병원 - Paddy Chayefsky 수상

### 각색상
- 프렌치 커넥션 - 어니스트 타이디먼 수상

### 촬영상
- 지붕 위의 바이올린 - 오스워드 모리스 수상

### 편집상
- 프렌치 커넥션 - 제랄드 B. 그린버그 수상

### 미술상
- 니콜라스와 알렉산드라 - 존 복스 수상

### 의상상
- 니콜라스와 알렉산드라 - 이본느 블레이크 수상

### 음악상
- 42년의 여름 - 미셸 르그랑 수상

### 주제가상
- 샤프트 - 아이작 헤이스 수상

### 음향믹싱상
- 지붕 위의 바이올린 - Gordon K. McCallum 수상

### 시각효과상
- 마법의 빗자루 - Alan Maley 수상

### 외국어영화상
- 핀치 콘티니의 정원 - 비토리오 데 시카 수상

### 단편애니메이션상
- The Crunch Bird - Ted Petok 수상

### 단편영화상
- Sentinels of Silence - Manuel Arango 수상

### 장편다큐멘터리상
- The Hellstrom Chronicle - Walon Green 수상

### 단편다큐멘터리상
- Sentinels of Silence - Manuel Arango 수상

### 공로상
- 찰리 채플린 수상

### 음악스코어링상
- 지붕 위의 바이올린 - 존 윌리엄스 수상

## 같이 보기
- 제29회 골든 글로브상
- 제25회 영국 아카데미 영화상